# Justine Clarke
Justine Clarke (Sydney, 9 novembre 1971) è una cantante, attrice, scrittrice e conduttrice televisiva australiana.

## Biografia
Justine Clarke ha iniziato la sua carriera da attrice interpretando un ruolo minore nel film Mad Max oltre la sfera del tuono; da allora ha partecipato a numerose soap opera e serie televisive australiane quali Wandin Valley e Home and Away, cast con il quale si è esibita in un musical nel Regno Unito nel corso del 1991. Grazie alla sua interpretazione di Meryl Lee nel film Look Both Ways - Amori e disastri ha ricevuto una candidatura come migliore attrice agli AFI Awards 2005, trionfando in una categoria analoga al Festival internazionale del cinema di Mar del Plata. Negli anni 2010 è stata doppiatrice nei film L'ape Maia - Il film e  L'ape Maia - Le Olimpiadi di miele.
A partire dal 1999 conduce il programma per bambini Play School, mentre nel 2017 ha creato la serie per bambini The Justine Clarke Show!, entrambe trasmesse dalla ABC Kids. Clarke ha pubblicato anche sei album di musica per bambini, vincendo per due volte la categoria agli ARIA Music Awards dedicata al genere, con A Little Day Out with Justine Clarke e The Justine Clarke Show!. Nel 2014, insieme a Tex Perkins, ha tenuto una serie di concerti in onore di Lee Hazlewood e Nancy Sinatra. È attiva anche al teatro, avendo recitato in produzioni per la Sydney Theatre Company e in spettacoli cabaret.

## Discografia

### Album in studio
- 2005 – I Like to Sing
- 2008 – Songs to Make You Smile
- 2010 – Great Big World
- 2012 – A Little Day Out with Justine Clarke
- 2015 – Pyjama Jam!
- 2017 – The Justine Clarke Show!

### Raccolte
- 2019 – Everybody Roar! The Best of Justine Clarke

## Filmografia

### Attrice

#### Cinema
- Mad Max oltre la sfera del tuono (Mad Max Beyond Thunderdome), regia di George Miller e George Ogilvie (1985)
- Turning April, regia di Geoff Bennett (1996)
- Blackrock, regia di Steven Vidler (1997)
- Bootmen, regia di Dein Perry (2000)
- Piovuto dal cielo (Danny Deckchair), regia di Jeff Balsmeyer (2003)
- Japanese Story, regia di Sue Brooks (2003)
- Look Both Ways - Amori e disastri (Look Both Ways), regia di Sarah Watt (2005)
- 8, regia di Jane Campion (2008)
- In Her Skin, regia di Simone North (2009)
- Healing, regia di Craig Monahan (2014)
- A Month of Sundays, regia di Matthew Saville (2016)
- Red Dog - L'inizio (Red Dog: True Blue), regia di Kriv Stenders (2016)

#### Televisione
- The Maestro's Company – serie TV (1984)
- Professor Poopsnagle's Steam Zeppelin – serie TV (1986)
- Wandin Valley (A Country Practice) – soap opera (1987)
- Princess Kate – film TV (1988)
- Home and Away – soap opera (1988-1989)
- Come In Spinner – film TV (1990)
- Family and Friends – soap opera (1990)
- Golden Fiddles – miniserie TV (1994)
- Tracks of Glory – miniserie TV (1994)
- Twisted Tales – serie TV (1996)
- Wildside – serie TV (1998)
- All Saints – serie TV (1998-1999)
- Head Start – serie TV (2001)
- Go Big – film TV (2004)
- The Brush-Off – film TV (2004)
- The Surgeon – serie TV (2005)
- Love My Way – serie TV (2007)
- Bastard Boys – miniserie TV (2007)
- Chandon Pictures – serie TV (2007)
- Tangle – serie TV (2009-2012)
- Woodley – serie TV (2012)
- The Time of Our Lives – serie TV (2013-2014)
- It's a Date – serie TV (2014)
- Gallipoli – miniserie TV (2015)
- House Husbands – serie TV (2015)
- Rake – serie TV (2016)
- Hoges – serie TV (2017)
- Squinters – serie TV (2019)
- RFDS: Royal Flying Doctor Service – serie TV (2021-in corso)

### Doppiatrice
- L'ape Maia - Il film (Maya the Bee), regia di Alexs Stadermann (2014)
- L'ape Maia - Le Olimpiadi di miele (Maya the Bee: The Honey Games), regia di Noel Cleary, Sergio Delfino e Alexs Stadermann (2018)